# 맨섬의 문장

맨섬의 문장

맨섬의 문장은 1996년 7월 12일에 제정되었다.
국장 가운데에는 빨간색 방패가 그려져 있으며, 방패 안에는 시계 방향으로 구부러져 있는 세 개의 다리(트리스켈리온)가 그려져 있다.
방패 위쪽에는 왕관이 올려져 있으며, 왼쪽에는 매가, 오른쪽에는 까마귀가 그려져 있다.
방패 아래쪽에 있는 리본에는 맨섬의 표어인 "던지면 돌아온다"("Quocunque Jeceris Stabit")라는 문구가 라틴어로 쓰여져 있다.

## 같이 보기
- 맨섬의 기